# Éditions Washington Summit
Les éditions Washington Summit sont une maison d'édition américaine indépendante classée « nationaliste blanche ».

## Auteurs publiés
- Richard Lynn
- Tatu Vanhanen
- Michael H. Hart
- Kevin B. MacDonald
- Piero San Giorgio (Piero Falotti)
- Samuel T. Francis
- Derek Turner